# Trichodiadema barbatum
Trichodiadema barbatum är en isörtsväxtart som först beskrevs av Carl von Linné, och fick sitt nu gällande namn av Schwant. Trichodiadema barbatum ingår i släktet Trichodiadema och familjen isörtsväxter. Inga underarter finns listade i Catalogue of Life.

## Bildgalleri

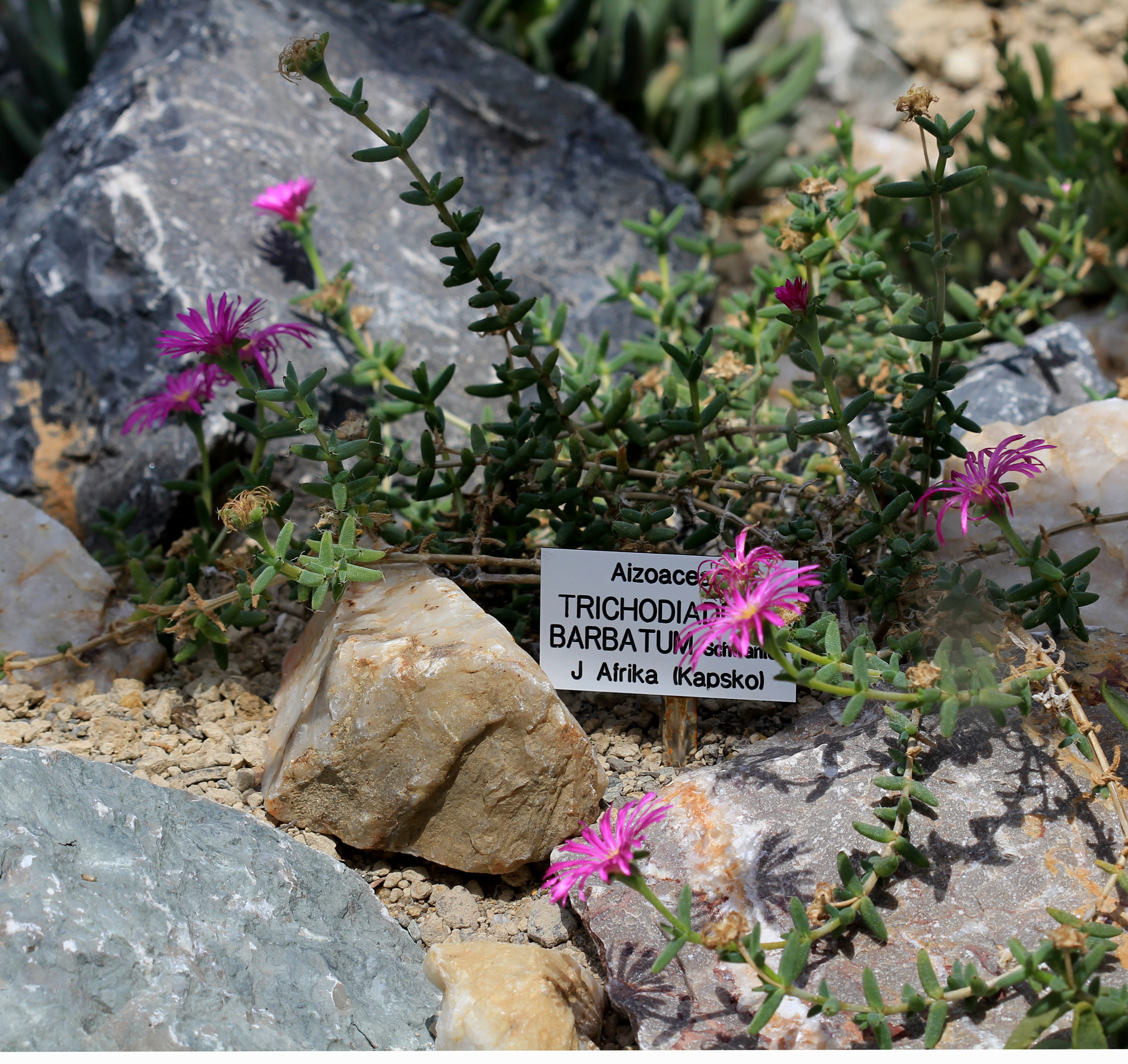
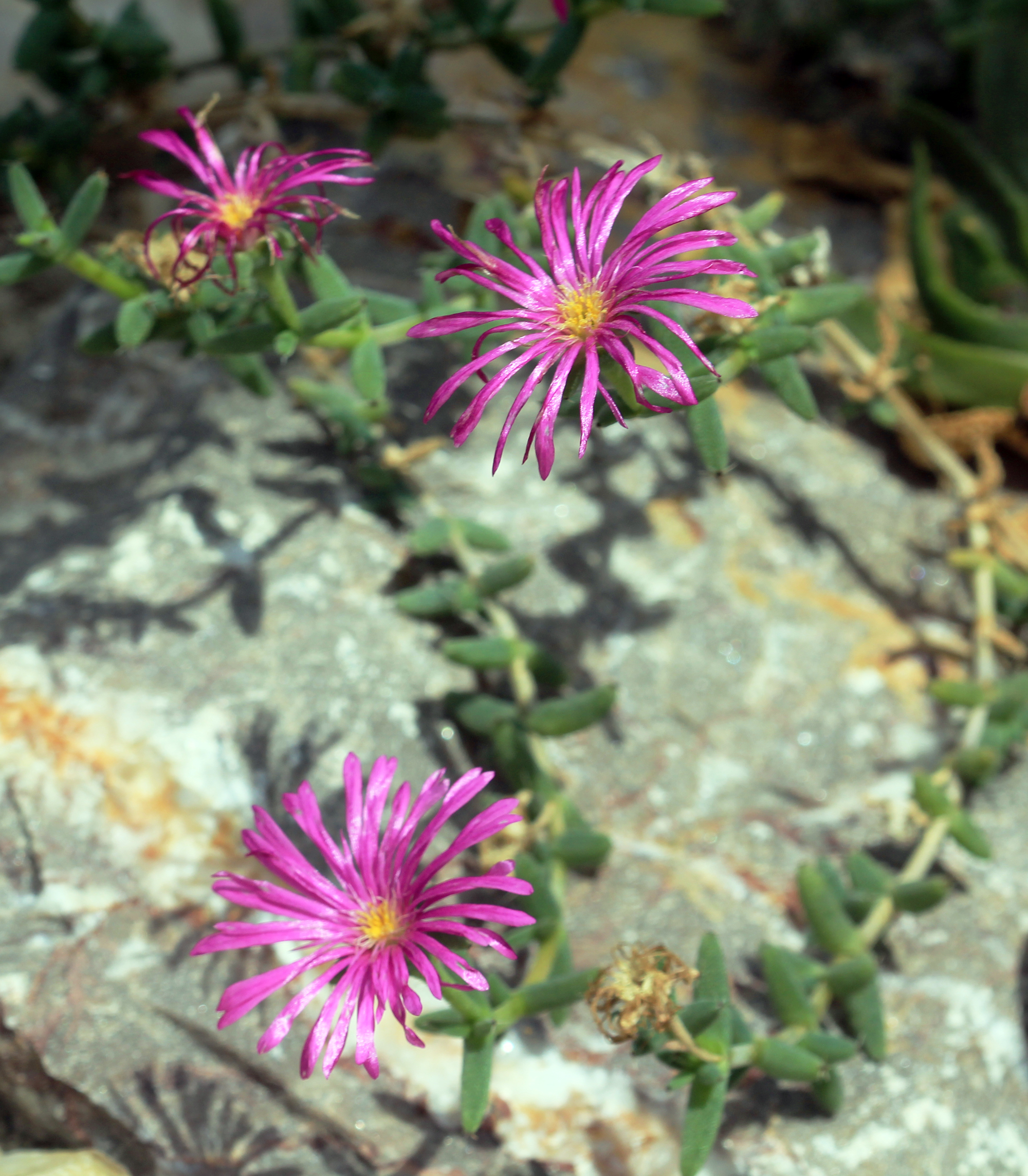
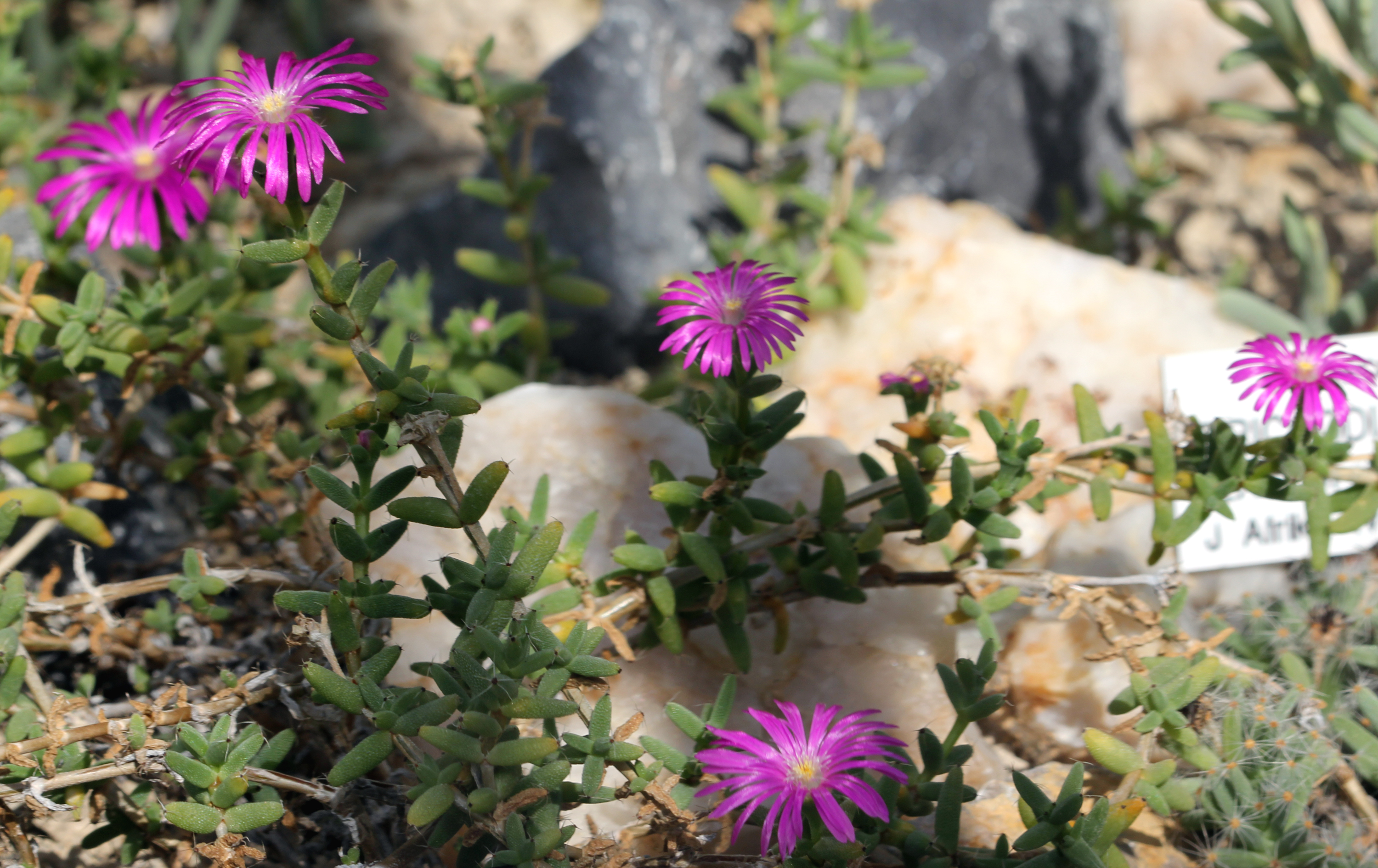